# Дистроф
Дистроф (фр. Distroff) насеље је и општина у североисточној Француској у региону Лорена, у департману Мозел која припада префектури Тионвил Ест.
По подацима из 2011. године у општини је живело 1616 становника, а густина насељености је износила 203,78 становника/km². Општина се простире на површини од 7,93 km². Налази се на средњој надморској висини од 135 метара (максималној 257 m, а минималној 163 m).

## Демографија
| 1962. | 1968. | 1975. | 1982. | 1990. | 1999. | 2011. |
| ----- | ----- | ----- | ----- | ----- | ----- | ----- |
| 964   | 1.016 | 1.346 | 1.436 | 1.421 | 1.481 | 1.616 |

График промене броја становника у току последњих година